# Oh! Gravity.
Oh! Gravity. — шестой студийный альбом рок-группы Switchfoot, выпущенный лейблом Columbia/Sony BMG 26 декабря 2006 года.
Первый сингл альбома с названием «Oh! Gravity.» был представлен публике 31 октября 2006 года и получил поддержку от многих радиостанций США. 26 сентября фанатам был представлен и второй сингл «Dirty Second Hands». Он был загружен на основные онлайн магазины Интернет-сети. Обложку альбома Oh! Gravity. выполнил по специальному заказу дизайнер Джош Леви.
Альбом дебютировал под номером #18 в Billboard 200, что было вторым по результативности дебютом за неделю. За первую неделю было продано 63,000 копий альбома. Он также достиг первой позиции в iTunes Music Store. По состоянию на ноябрь 2007 года альбом был продан в количестве 200 тысяч копий. В 2007 году MTV выбрала трек «Oh! Gravity» в качестве музыкальной темы для реалити-шоу «Life of Ryan» («Жизнь Райна»).

## Об альбоме

### Запись альбома
Оригинальная идея альбома началась с записи мини-альбома Oh! EP. Йон Форман заметил: «Мы не пытаемся достичь чего-то особенного, мы просто играем для себя».
Группа Switchfoot, которая долгое время гастролировала после выхода своего альбома Nothing Is Sound в 2005 году, во время перерыва своего гастрольного тура весной 2006 года записывает три песни для своего мини-альбома. Во время этой записи группа понимает, что способна создать полный альбом, к созданию которого было приложено много усилий. В итоге на свет появился не только основной альбом, но и множество бонус-треков к нему: «Sound In My Mouth», «C’mon C’mon» и «Revenge».

### Предрелизное продвижение
2 июня 2006 года Switchfoot рассылает по электронной почте предложения к созданию альбома с бесплатным приложением «Daylight to Break», а также заявления Тима Формана с благодарностями в адрес поклонников, которые на протяжении неполных десяти лет поддерживали группу. Запись альбома проходила практически на глазах общественности, так как в звукозаписывающей студии была установлена веб-камера, что позволило наблюдать за работой группы в Интернете. Был проведён конкурс среди фанатов с главным призом — возможностью сыграть со своей любимой группой на ковбелле.
В начале августа было анонсировано, что альбом готов. На протяжении сентября группа представила композицию «Dirty Second Hands» как сингл для дальнейшей рекламы всего альбома. В начале октября группа официально представила «Dirty Second Hands» и «Oh! Gravity» на своей странице в MySpace. Кроме того, весь альбом проник на MTV2.com за неделю до официального релиза. The site mixes Switchfoot’s song «Oh! Gravity.» to YouTube clips that highlight gravity in the form of people wiping out.

## Список композиций
1. Oh! Gravity. — 2:30
2. American Dream — 3:09
3. Dirty Second Hands — 3:16
4. Awakening — 4:08
5. Circles — 4:06
6. Amateur Lovers — 4:36
7. Faust, Midas, and Myself — 3:51
8. Head Over Heels (In This Life) — 3:41
9. Yesterdays — 4:04
10. Burn Out Bright — 3:24
11. 4:12 — 4:12
12. Let Your Love Be Strong — 3:47

### Бонус-треки
В дополнение к альбому Oh! EP. многие розничные торговцы предложили бонусные треки в качестве стимулов к покупке альбомов у них.
- American Dream (акустическая версия) — 3:04 (доступен на iTunes, Rhapsody и др.)
- Awakening (Rhapsody Original version) — 4:09 (доступен на Rhapsody)
- Burn Out Bright (акустическая версия) — 3:32 (доступен на Best Buy)
- C’mon C’mon (акустическая версия) — 2:25 (доступен на Circuit City)
- C’mon C’mon (remix) — 3:23 (доступен на Best Buy)
- Dirty Second Hands (Live Bootleg From Tulsa, OK) — 4:50 (доступен на iTunes)
- Revenge — 4:09 (доступен на EMI)
- The Shadow Proves The Sunshine (альтернативная версия) — 4:35 (досутпен на Wal-Mart)

## Место в чартах
| Год  | Чарт                 | Место |
| ---- | -------------------- | ----- |
| 2007 | Billboard 200        | #18   |
| 2007 | Top Internet albums  | #1    |
| 2007 | Top Christian albums | #1    |

## Oh! EP—мини-альбомгруппы
Мини-альбом «Oh! EP» был записан перед выходом главного альбома «Oh! Gravity.» и размещён на официальном сайте группы. В него вошли три песни из будущего альбома. Альбом был представлен 17 октября 2006 года на одном из концертов Switchfoot. Мини-альбом доступен в Интернете и в качестве «дополнительного бонуса» к альбому «Oh! Gravity.»

### Список композиция мини-альбома
1. The Sound in my Mouth — 3:56
2. C’mon C’mon — 2:55
3. Oh! Gravity (Acoustic) — 2:37

## Видеоклипы
- Oh! Gravity.
- Awakening